# Schistura corica
Schistura corica är en fiskart som först beskrevs av Hamilton 1822.  Schistura corica ingår i släktet Schistura och familjen grönlingsfiskar. IUCN kategoriserar arten globalt som livskraftig. Inga underarter finns listade i Catalogue of Life.